# Jonas Cissé
Pour les articles homonymes, voir Cissé.
Jonas Cissé, né le 14 avril 1940, est un judoka sénégalais.

## Carrière
Il remporte deux médailles de bronze individuelles ainsi que la médaille d'or par équipe aux Championnats d'Afrique de judo 1964 à Dakar.
Il est médaillé de bronze dans la catégorie des moins de 80 kg et médaillé d'or par équipe aux Jeux africains de 1965 à Brazzaville. Il participe cette année-là aux Championnats du monde à Rio de Janeiro dans la catégorie des moins de 80 kg.
Aux Championnats d'Afrique de judo 1967 à Abidjan, il est médaillé d'or dans la catégorie des poids moyens et par équipe. Il est médaillé d'argent individuel aux Championnats d'Afrique de judo 1968 à Tunis. 
Il participe aux Championnats du monde de judo 1971 à Ludwigshafen et aux Jeux olympiques d'été de 1972 à Munich ; il est dans ces deux compétitions éliminé dès le premier tour dans la catégorie des moins de 80 kg.